# Grześlaki
Grześlaki – część wsi Wróblew w Polsce, położona w województwie łódzkim, w gminie Skomlin, w pobliżu koryta rzeki Prosny i osady Królewska Grobla. Miejsce krzyżowania się dawnych szlaków handlowych pomiędzy Kaliszem a Częstochową oraz Wieluniem a Byczyną. Dawniej w pobliżu znajdowała się komora celna i stanica rosyjskiej straży granicznej .
W latach 1975–1998  Grześlaki należały administracyjnie do województwa sieradzkiego.
W okresie międzywojennym istniała tu placówka Straży Celnej „Grześlaki” a potem placówka Straży Granicznej I linii „Grześlaki” .